# Ludwig Schwanthaler

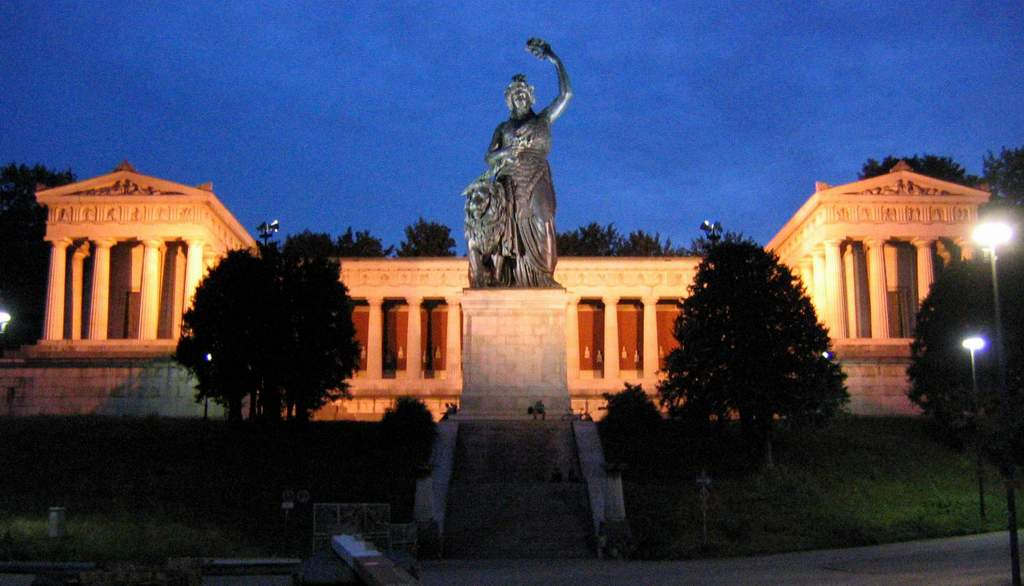
Bavaria

Ludwig Michael von Schwanthaler (Múnich, 26 de agosto de 1802 - ibídem, 14 de noviembre de 1848) fue un escultor alemán, heredero de una larga tradición familiar. Hijo de Franz Jakob Schwanthaler de quien recibió sus primeras lecciones de arte y Klara Lutz.
En 1824 fue nombrado escultor de la corte del rey Maximiliano I de Baviera, y dos años más tarde, por expreso deseo de Luis I de Baviera, fue alumno en Roma del danés Bertel Thorvaldsen.
Es uno de los representantes del neoclasicismo bávaro dejando muestras de su obra en ciudades como Múnich y Salzburgo. Es autor de monumentos a Goethe y Mozart, así como de la conocida Bavaria en el Theresienwiese.
Fue profesor en la Academia de Bellas Artes de Múnich, realizando numerosos trabajos para el rey Luis I.